# Кошка (гора)

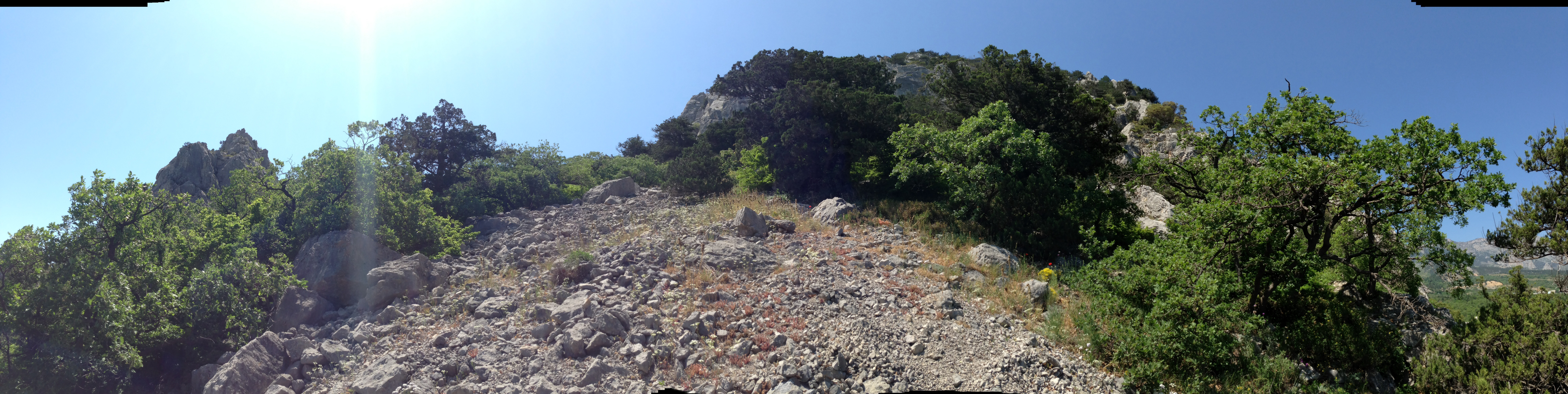
Гора Кошка. Панорама

Ко́шка (укр. Кі́шка, крымскотат. Qoş qaya, Къош къая) — скала в Крымских горах, у подножия которой лежит посёлок Симеиз.

## Описание
Название происходит от крымскотатарского Кош-Кая (Qoş Qaya). Qaya в переводе означает «скала», qoş — «парный». Позже название было переосмыслено русскоязычным населением: по форме гора напоминает лежащую кошку. Высота горы составляет 254 метра. Является частью памятника природы Гора Кошка, основанного в 1984 году площадью 50 га. Акватория у горы является частью  гидрологического памятника природы.
На вершине горы в XIII—XV веке существовал феодальный замок Лимена-Кале.
На горе расположены объекты Симеизской обсерватории, которая ныне является частью Института астрономии РАН и Крымской астрофизической обсерватории.
- Цейс-600 (СЭС Астросовета на горе Кошка)
- Цейс-1000 (СЭС Астросовета на горе Кошка, 1987 год)
- Камера СБГ (D=43 см) (СЭС на горе Кошка)
- «KRIM» или «Simeiz-1873» лазерный дальномер, телескоп системы Кассегрена-Кудэ (D = 1 м, F = 11.6 м)[5][6]